# Singleton Palmer
Singleton Palmer (* 13. November 1913 in St. Louis; † 8. März 1993 ebenda) war ein amerikanischer Bassist (Kontrabass, Tuba) des Hot Jazz und Swing, der fester Bestandteil der Szene seiner Heimatstadt war.

## Leben und Wirken
Palmer war Ende der 1920er Jahre an Aufnahmen von Oliver Cobb beteiligt. Von 1931 an begleitete er drei Jahre lang Eddie Johnson, um dann bis 1941 mit Dewey Jackson zu wirken. Bis 1948 arbeitete er mit George Hudson, nahm aber auch mit Clark Terry und mit Jimmy Forrest auf. 1949 und 1950 gehörte er zum Count Basie Orchestra; daneben ging er mit Big Joe Williams und mit Sonny Boy Williamson ins Aufnahmestudio.
1950 verließ er Count Basie, um seine eigene Band, die Dixieland Six, zu bilden, die mehr als dreißig Jahre lang in der Region von St. Louis auftrat und mehrfach auf Alben dokumentiert wurde. Zu der Gruppe gehörten Musiker wie Robert Carter, Dewey Jackson und Ben Thigpen. Die Chicagoer Dixieland Stompers würdigten ihn bereits in den 1950er Jahren mit ihrem Blues for Singleton Palmer.